# 山本直 (国際政治学者)
山本 直（やまもと ただし、1972年 - ）は、日本の国際政治学者。日本大学法学部政治経済学科教授。

## 略歴
この節の出典
1972年、京都府京都市生まれ。同志社大学法学部卒業、同志社大学大学院法学研究科博士後期課程単位取得満期退学。北九州市立大学外国語学部講師・准教授、テュービンゲン大学政治学研究所客員研究員等を経て、日本大学法学部政治経済学科教授。
2012年、『EU人権政策』により、同志社大学博士（政治学）。

## 著書

### 単著
- 『EU人権政策』（2011年、成文堂）
- 『EU共同体のゆくえ』（2018年、ミネルヴァ書房）
- 『オルバンのハンガリー ヨーロッパ価値共同体との相剋』（2023年、法律文化社）

### 共編著
- （辰巳浅嗣・鷲江義勝 編著）『国際組織と国際関係』（2003年、成文堂）
- （福田耕治 編）『EUとグローバル・ガバナンス』（2009年、早稲田大学出版部）
- （鷲江義勝 編著）『リスボン条約による欧州統合の新展開』（2009年、ミネルヴァ書房）
- （小尾美千代・中野博文・久木尚志 編）『国際関係学の第一歩』（2011年、法律文化社）
- （福田耕治 編著）『EU・欧州統合研究 改訂版』（2016年、成文堂）
- （出原政雄・長谷川一年・竹島博之 編）『原理から考える政治学』（2016年、法律文化社）
- （阿部容子・北美幸・篠崎香織・下野寿子 編）『「街頭の政治」を読む』（2018年、法律文化社）
- （益田実・山本健 編著）『欧州統合史』（2019年、ミネルヴァ書房）
- （鷲江義勝 編著）『EU 第4版』（2020年、創元社）
- （グローバル・ガバナンス学会 編、中村登志哉・小尾美千代・首藤もと子・山本直・中村長史 責任編集）『ウクライナ戦争とグローバル・ガバナンス』（2024年、芦書房）
- （佐渡友哲・信夫隆司・柑本英雄・山本直 編）『国際関係論 第4版』（2025年、弘文堂）